# Куракин, Григорий Андреевич
Князь Григорий Андреевич Куракин (ум. 1595) — русский военный и государственный деятель, наместник, воевода и боярин в царствование Ивана Грозного и Фёдор Иоанновича.
Из княжеского рода Куракины. Младший сын родоначальника князей Куракины, воеводы и боярина князя Андрея Ивановича Булгакова-Кураки. Братья — воеводы и бояре князья Пётр (ум. 1575), Иван (ум. 1567), Фёдор (ум. 1567) и Дмитрий (ум. 1570).

## Биография
В 1548 году первый воевода в Иван-городе, а потом послан из Пскова на Лифляндию первым воеводою войск правой руки. В 1550 году воевода в Новгороде. В октябре 1551 года записан двадцать вторым во вторую статью Московского списка (московский дворянин) и послан первым воеводою войск правой руки на Литву, а потом в Смоленск. В 1552 году в Казани второй воевода.
В 1556 году отправлен воеводой в Михайлов. В 1558 году — первый воевода в Ивангороде, ходил из Пскова в Лифляндию первым воеводою войск правой руки. В 1560 году воевода в Новгороде. В 1561 году второй воевода в Смоленске, собирал ратных людей в Пскове, в апреле послан первым воеводою войск правой руки против литовцев и ливонцев.
В 1564—1565, и в 1571—1575 годах — второй воевода в Казани. В 1566 году первый воевода Сторожевого полка в походе в Калугу. С весны 1576 года командовал сторожевым полком в Коломне, а затем в походе к Колывани «с нарядом».
Зимой 1577 года, послан первым воеводою Сторожевого полка под Колывань, оттуда со многими боями в марте возвратился в Псков, в апреле первый воевода войск левой руки «на берегу», под Каширой, а после ухода больших воевод в августе был оставлен в Серпухове во главе Большого полка. В 1578 году воевода в Смоленске, с марта первый осадный воевода в Полоцке в большом городе. В 1579—1585 годах первый воевода в Казани и было ему велено ведать большой город.
В 1584 году князь Григорий Андреевич Куракин был пожалован в бояре. В 1587 году заседал первым судьёй в Разбойном приказе, затем был послан наместникам в Галич. В январе 1588 года подписал восьмым грамоту к Польской Раде об избрании на польское царство Фёдора Ивановича. В этом же году упомянут восьмым в ближней Боярской думе, местничал с князем Тимофеем Романовичем Трубецким.  В 1589 году упоминается среди прочих бояр в свите царя Фёдора Иоанновича в шведском походе, в ноябре обедал за столом Государя. В 1590 — 1592 годах — первый воевода в Пскове.
В 1595 году боярин князь Григорий Андреевич Куракин скончался, оставив после себя единственного бездетного сына князя Петра Григорьевича.